# Свети Илия (дем Въртокоп)
Вижте пояснителната страница за други значения на Свети Илия.
Свети Илия или Мечкили (на гръцки: Προφήτης Ηλίας, Профитис Илияс) е село в Егейска Македония, Гърция, област Централна Македония, дем Въртокоп.

## География
Селото е разположено в Солунското поле, на надморска височина от 60 m на около 2 километра западно от село Калиница (Кали). През селото минава река Мъгленица.

## История

### В Османската империя
Александър Синве („Les Grecs de l’Empire Ottoman. Etude Statistique et Ethnographique“), който се основава на гръцки данни, в 1878 година пише, че в Айос Илияс (Ayos-Ilias), Воденска епархия, живеят 216 гърци. В „Етнография на вилаетите Адрианопол, Монастир и Салоника“, издадена в Константинопол в 1878 година и отразяваща статистиката на населението от 1873 г., Свети Илия (St Ilia) е посочено като село във Воденска каза с 66 къщи и 215 жители българи и 85 помаци.
Според Николаос Схинас („Οδοιπορικαί σημειώσεις Μακεδονίας, Ηπείρου, Νέας οροθετικής γραμμής και Θεσσαλίας“) в средата на 80-те години на XIX век Свети Илия (Άγιος Ηλίας) има 36 семейства християни.
Според статистиката на Васил Кънчов („Македония. Етнография и статистика“) в 1900 година Св. Илия (Мечкили) има 310 жители българи и 220 турци. По данни на секретаря на Българската екзархия Димитър Мишев („La Macédoine et sa Population Chrétienne“) в 1905 година в Свети Илия (Sveti-Ilia) има 160 българи патриаршисти гъркомани и 60 власи и работи гръцко училище.
През септември 1910 година селото пострадва по време на обезоръжителната акция на младотурците. От селото са събрани 10 пушки „Гра“, 8 чакмаклийки и 7 револвера. Част от селяните са бити, а осем арестувани и отведени във Въртокоп. В 1910 година в селото (Άγιος Ηλίας) има 75 жители екзархисти.
При избухването на Балканската война в 1912 година един човек от Свети Илия е доброволец в Македоно-одринското опълчение.

### В Гърция
По време на войната в селото влизат гръцки части и селото остава в Гърция след Междусъюзническата война в 1913 година. Според преброяването от 1913 година Свети Илия има 164 мъже и 122 жени.
Боривое Милоевич пише в 1921 година („Южна Македония“), че Свети Илия (Свети Илија) има 20 къщи на християни славяни и 40 къщи турци.
Мюсюлманското население на Свети Илия е изселено в Турция в 1924 година по силата на Лозанския договор и на негово място са заселени 242 гърци бежанци от Мала Азия, Източна Тракия и Понт. В 1928 година селото е смесено (местно-бежанско) със 108 бежански семейства и 451 жители бежанци от 681 жители. В 1940 година от 998 жители 405 са местни и 593 са бежанци.
Селото не пострадва от Гражданската война и тъй като землището му е равнинно и се напоява добре, е много плодородно и населението на селото се увеличава. Произвеждат се големи количества овошки - праскови, ябълки, както и дини, сусам, пшеница. Частично е развито и краварството.
| Име           | Име           | Ново име        | Ново име          | Описание                                                                 |
| ------------- | ------------- | --------------- | ----------------- | ------------------------------------------------------------------------ |
| Резина        | Ρεζίνα        | Василиса        | Βασίλισσα         | местност на Ю от Свети Илия                                              |
| Чикопетлово   | Τσικοπέτλοβα  | Корифи ту Петру | Κορυφή τού Πέτρου | възвишение в Паяк на З от Свети Илия                                     |
| Умин дол      | Ούμιντύλ      | Кимисмено       | Κοιμισμένο        | река, наричана и Строница, на З от Свети Илия, десен приток на Мъгленица |
| Гаваница      | Γκαβανίτσα    | Евтимия         | Εύθυμία           | възвишение на З от Свети Илия (276,2 m)                                  |
| Дамакин камен | Δαμάκιν Κάμεν | Склиропетра     | Σκληρόπετρα       | възвишение в Паяк на СЗ от Свети Илия (276,1 m)                          |
| Лайца         | Λάϊτσα        | Елени           | Ελένη             | възвишение в Паяк на СЗ от Свети Илия и на ЮИ от Върбени                 |
| Цикорица      | Τσικόριτσα    | Куцуро          | Κούτσουρο         | възвишение в Паяк на СЗ от Свети Илия и на ЮИ от Върбени (281,5 m)       |
| Калин дол     | Καλίνκο       | Родия           | Ροδιά             | река на З от Свети Илия, десен приток на Мъгленица                       |

| Година    | 1913 | 1920 | 1928 | 1940 | 1951 | 1961 | 1971 | 1981 | 1991 | 2001 | 2011 | 2021 |
| --------- | ---- | ---- | ---- | ---- | ---- | ---- | ---- | ---- | ---- | ---- | ---- | ---- |
| Население | 557  | 533  | 681  | 998  | 1038 | 1087 | 1146 | 1212 | 1477 | 1290 | 1036 | 890  |

## Личности
Родени в Свети Илия
- Мице Христов (1890 – ?), македоно-одрински опълченец, 3 рота на 6 охридска дружина[17]